# Moraria duthiei
Moraria duthiei är en kräftdjursart som först beskrevs av T. Scott och A. Scott 1896.  Moraria duthiei ingår i släktet Moraria och familjen Canthocamptidae. Inga underarter finns listade i Catalogue of Life.